# Okręg wyborczy województwo zielonogórskie do Senatu Rzeczypospolitej Polskiej
Okręg wyborczy województwo zielonogórskie do Senatu Rzeczypospolitej Polskiej obejmował w latach 1989–2001 obszar województwa zielonogórskiego. Wybierano w nim 2 senatorów, przy czym w latach 1989–1991 obowiązywała zasada większości bezwzględnej, zaś w latach 1991–2001 większości względnej.
Powstał w 1989 wraz z przywróceniem instytucji Senatu. Zniesiony został w 2001, na jego obszarze utworzono nowe okręgi nr 8 i 37.
Siedzibą okręgowej komisji wyborczej była Zielona Góra.

## Reprezentanci okręgu
| Rok  | Senator komitet wyborczy                | Senator komitet wyborczy                              | Senator komitet wyborczy                      | Senator komitet wyborczy                             |
| ---- | --------------------------------------- | ----------------------------------------------------- | --------------------------------------------- | ---------------------------------------------------- |
| 1989 |                                         | Edward Lipiec                                         |                                               | Walerian Piotrowski Chrześcijańska Demokracja (1991) |
| 1991 |                                         | Jarosław Barańczak Partia Chrześcijańskich Demokratów |                                               | Walerian Piotrowski Chrześcijańska Demokracja (1991) |
| 1993 |                                         | Zbyszko Piwoński Sojusz Lewicy Demokratycznej         |                                               | Elżbieta Solska KW SOLSKA                            |
| 1997 |                                         | Zbyszko Piwoński Sojusz Lewicy Demokratycznej         | Jolanta Danielak Sojusz Lewicy Demokratycznej |                                                      |
| 2001 | okręg zniesiony, patrz okręgi nr 8 i 37 | okręg zniesiony, patrz okręgi nr 8 i 37               | okręg zniesiony, patrz okręgi nr 8 i 37       | okręg zniesiony, patrz okręgi nr 8 i 37              |

## Wyniki wyborów
Symbolem „●” oznaczono senatorów ubiegających się o reelekcję.

### Wybory parlamentarne 1989
| Kandydat                                                          | Głosów  | %     |
| ----------------------------------------------------------------- | ------- | ----- |
| Edward Lipiec                                                     | 146 835 | 59,45 |
| Walerian Piotrowski                                               | 130 591 | 52,87 |
| Marian Eckert                                                     | 49 017  | 19,85 |
| Antonina Grzegorzewska                                            | 34 159  | 13,83 |
| Władysław Kościelniak                                             | 32 282  | 13,07 |
| Jan Andrykiewicz                                                  | 19 553  | 7,92  |
| Błażej Cichy                                                      | 17 140  | 6,94  |
| Stanisław Wróbel                                                  | 16 368  | 6,63  |
| Jan Suchowacki                                                    | 7214    | 2,92  |
| Liczba głosów ważnych: 246 996 Źródło: Państwowa Komisja Wyborcza |         |       |

### Wybory parlamentarne 1991
| Kandydat                                              | Kandydat                  | Komitet wyborczy                             | Głosów |
| ----------------------------------------------------- | ------------------------- | -------------------------------------------- | ------ |
|                                                       | Jarosław Barańczak        | Partia Chrześcijańskich Demokratów           | 57 140 |
|                                                       | Walerian Piotrowski●      | Chrześcijańska Demokracja                    | 47 007 |
|                                                       | Witold Cywiński           | Unia Demokratyczna                           | 36 635 |
|                                                       | Jan Andrykiewicz          | Polskie Stronnictwo Ludowe Sojusz Programowy | 35 168 |
|                                                       | Jerzy Baksalary           | Porozumienie Obywatelskie Centrum            | 34 336 |
|                                                       | Jan Cebula                | Sojusz Lewicy Demokratycznej                 | 32 213 |
|                                                       | Witold Kawecki            | Unia Demokratyczna                           | 31 230 |
|                                                       | Henryk Sytnik             | Sojusz Lewicy Demokratycznej                 | 25 551 |
|                                                       | Zofia Żuczkowska-Ślusarek | Partia X                                     | 23 776 |
| Frekwencja: 39,94% Źródło: Państwowa Komisja Wyborcza |                           |                                              |        |

### Wybory parlamentarne 1993
| Kandydat                                              | Kandydat             | Komitet wyborczy                     | Głosów |
| ----------------------------------------------------- | -------------------- | ------------------------------------ | ------ |
|                                                       | Zbyszko Piwoński     | Sojusz Lewicy Demokratycznej         | 77 606 |
|                                                       | Elżbieta Solska      | KW SOLSKA                            | 75 419 |
|                                                       | Henryk Sytnik        | Sojusz Lewicy Demokratycznej         | 50 596 |
|                                                       | Marek Żeromski       | Polskie Stronnictwo Ludowe           | 47 958 |
|                                                       | Andrzej Żywień       | Unia Demokratyczna                   | 45 454 |
|                                                       | Jarosław Barańczak●  | Partia Chrześcijańskich Demokratów   | 40 823 |
|                                                       | Walerian Piotrowski● | Zjednoczenie Chrześcijańsko-Narodowe | 37 309 |
|                                                       | Grzegorz Niestrawski | Konfederacja Polski Niepodległej     | 33 957 |
| Frekwencja: 50,61% Źródło: Państwowa Komisja Wyborcza |                      |                                      |        |

### Wybory parlamentarne 1997
| Kandydat                                              | Kandydat             | Komitet wyborczy                    | Głosów |
| ----------------------------------------------------- | -------------------- | ----------------------------------- | ------ |
|                                                       | Zbyszko Piwoński●    | Sojusz Lewicy Demokratycznej        | 73 514 |
|                                                       | Jolanta Danielak     | Sojusz Lewicy Demokratycznej        | 70 230 |
|                                                       | Marian Miłek         | Akcja Wyborcza Solidarność          | 64 152 |
|                                                       | Walerian Piotrowski  | Akcja Wyborcza Solidarność          | 63 023 |
|                                                       | Elżbieta Solska●     | KW SOLSKA                           | 30 634 |
|                                                       | Ryszard Wójcicki     | Krajowa Partia Emerytów i Rencistów | 19 227 |
|                                                       | Mirosław Rataj       | Niezależny KW                       | 16 318 |
|                                                       | Tadeusz Jarzembowski | Ruch Odbudowy Polski                | 14 423 |
|                                                       | Andrzej Wichman      | Unia Prawicy Rzeczypospolitej       | 10 869 |
|                                                       | Jerzy Stachurski     | Polskie Stronnictwo Ludowe          | 10 090 |
|                                                       | Stanisław Tomczyszyn | Polskie Stronnictwo Ludowe          | 7490   |
|                                                       | Jerzy Szewczyk       | KW „2001”                           | 4695   |
|                                                       | Mieczysław Jarosz    | Przymierze Samoobrona               | 3813   |
| Frekwencja: 44,87% Źródło: Państwowa Komisja Wyborcza |                      |                                     |        |